# Фицджеральд, Морис, 3-й лорд Оффали
 Морис Фиц-Морис Фицджеральд (англ. Maurice FitzGerald, 3nd Lord of Offaly, 1238—1286) — ирландский аристократ и военный деятель, 3-й лорд Оффали (1257—1286), юстициарий Ирландии (1272—1273).

## Биография
Морис Фиц-Морис родился в 1238 году в Уэксфорде (Ирландия). Второй сын Мориса Фиц-Джеральда, 2-го лорда Оффали (1194—1257) и Джулианы де Коган. У него было три брата — Джеральд (ум. 1243), Томас (ум. 1271) и Дэвид (умер бездетным).
Ещё при жизни своего отца Морис получил от него во владение земли в Коннахте в обмен на баронство Оффали. Титул лорда и владения Оффали должен был унаследовать его старший брат Джеральд Фицджеральд, но он скончался при жизни отца в 1243 году. Но у него был сын Морис Фицджеральд, который был законным наследником владений и титула лорда Оффали. Несмотря на это, титул лорда Оффали унаследовал в 1257 году Морис Фиц-Морис Джеральд, второй сын Мориса Фицджеральда.
Вскоре в Ирландии началась междоусобная борьба между англо-нормандскими аристократами. Морис Фицждеральд и его племянник Джон, сын его младшего брата Томаса, захватили в плен юстициария Ирландии Ричарда де ла Рошелля, Теобальда Батлера и Джона де Когана (чей сын был женат на сестре Мориса Фицджеральда). Пленение трех магнатов привели к гражданской войне в Ирландии между англо-нормандскими баронами. С одной стороны были Фицджеральды, а с другой стороны — коалиция под руководством Уолтера де Бурга и Джеффри де Женевиля. Однако на события повлияла Вторая баронская война в Англии. Эта война заставила враждующие стороны согласиться на временное перемирие. Обе стороны были втянуты в военные действия в Англии в 1266 году. Морис Фиц-Морис (Морис III) утонул в Ирландском море в июле 1268 года, на титул лорда Оффали стал претендовать его малолетний сын Джеральд Фиц-Морис Фицджеральд (родился в 1263 году).
В мае 1265 года Морис Фицджеральд был одним из самых могущественных магнатов в Ирландии. Король Англии Генрих III и его сын Эдуард просили его сообщить о состоянии дела в Ирландии. Укрепление Мориса Фиц-Мориса было результатом войны Фицджеральдов и Уолтера де Бурга, лорда Коннахта и графа Ольстера. 23 июня 1272 года Морис получил от короля должность юстициария Ирландии после смерти своего предшественника Джеймса де Одли 11 июня того же года. Отец Морис, 2-й лорд Оффали, в своё время занимал должность юстициария (1232—1245). Сам Морис Фиц-Морис служил в этой должности до сентября 1273 года, когда его сменил сэр Джеффри де Женевиль, сеньор де Вокулер.
В 1276 году Морис Фицджеральд принял участие в войне с ирландскими кланами в нынешнем графстве Уиклоу. Во главе английской армии стояли юстициарий Ирландии Джеффри де Женевиль и Томас де Клер, 1-й барон Томонд (женатый на дочери Мориса Фицджеральда). В битве при Гленмалуре англичане потерпели поражение от ирландцев, понеся серьёзные потери.

## Семья
В 1258/1259 году Морис Фицджеральд женился первым браком на Мод де Прендергаст (1242 — до 1273), дочери сэра Джеральда де Прендергаста (ум. 1251) и Матильды де Бург. Супруги имели в браке двух дочерей:
- Джулиана Фицджеральд (ум. 1300), 1-й муж — Томас де Клер, 1-й лорд Томонд (1245/1246 — 1287), 2-й муж — Николас Авенель, 3-й муж — Адам де Кретингес
- Амабель Фицджеральд , была замужем, но умерла бездетной.

В 1273 году Морис вторично женился на Эмелин Лонгспи (1252—1291), дочери юстициария Ирландии Стефана Лонгспи (ум. 1260) и Эмелин де Риделсфорд. Второй брак был бездетным.
Морис Фицджеральд скончался в 1286 году в Нью-Россе, графство Уэксфорд. После смерти своего мужа Эмелин Лонгеспи боролась за его наследство с его дочерьми Джулианы и Амебели, а также племянника Джона Фицджеральда, 4-го лорда Оффали (ок. 1250—1316). Джон был сыном Томаса Фицджеральда (ум. 1271), младшего брата Мориса Фицджеральда, 3-го барона Оффали. Через суд или силой Джон Фицджеральд захватил все земли у судебных приставов Эмелин, Джулианы и Амабели.